# Naget Khadda
 (juillet 2025).
Motif : absence de sources secondaires centrées sur cette personne. En l'état HC WP:NSU
- Archive Wikiwix
- Bing
- Cairn
- DuckDuckGo
- E. Universalis
- Gallica
- Google
- G. Books
- G. News
- G. Scholar
- Persée
- Qwant
- (zh) Baidu
- (ru) Yandex
- (wd) trouver des œuvres sur Wikidata

| 1. | Préciser le motif de la pose du bandeau. | Précisez le motif de la pose du bandeau en utilisant la syntaxe suivante : {{admissibilité à vérifier\|date=juillet 2025\|motif=remplacez ce texte par le motif}}                 |
| 2. | Informer les utilisateurs concernés.     | Pensez à avertir le créateur de l'article, par exemple, en insérant le code ci-dessous sur sa page de discussion : {{subst:avertissement admissibilité à vérifier\|Naget Khadda}} |

Naget Belkaïd-Khadda, également connue sous le nom de Naget Khadda, est une universitaire algérienne spécialisée en langue et littérature françaises. Elle a notamment enseigné les littératures française et maghrébine à l’université d’Alger, à l’université Paris VIII et à l’université Paul-Valéry Montpellier 3.

## Parcours académique et recherches
Docteure en études arabo-islamiques (Université Paris 3, 1987), elle a axé ses recherches sur la critique littéraire et l’étude des productions d’écrivains algériens d’expression française. Ses travaux portent en particulier sur l'œuvre de Mohammed Dib, ainsi que sur celles de Kateb Yacine, Mouloud Mammeri, Mouloud Feraoun, Assia Djebar, Rachid Boudjedra, Nabil Farès et Habib Tengour.
Elle a également dirigé des thèses, dont celle d’Elke Richter sur Assia Djebar, en codirection avec Elisabeth Arend, à l’université de Montpellier 3.
Ses recherches s'intéressent aux enjeux socioculturels liés à la littérature algérienne de langue française et à la littérature arabe écrite en français.

## Activités culturelles
Naget Khadda a consacré une partie de son activité à la réflexion sur les pratiques artistiques contemporaines. En 1968 Elle fait la rencontre de l'atriste peintre Mohammed Khadda (1930-1991), qu’elle a épouse, elle ne cessera d'être la collaboratrice de son œuvre, par les textes et par l'organisation. Elle a participé à l’organisation de nombreuses expositions de son œuvre, notamment à l’Institut du monde arabe (IMA) en 1996, au Musée national des beaux-arts d’Alger, et au Centre culturel algérien de Paris.
Elle contribue à la valorisation de son héritage artistique en travaillant à la création d’un musée Mohammed Khadda, en partenariat avec le ministère algérien de la Culture.

## Engagements et fonctions
Après sa retraite universitaire, Naget Khadda s'engage  dans le domaine culturel. Elle intervient aussi dans des colloques, donne des conférences et participe à des jurys littéraires, notamment pour les prix Mohammed Dib et Assia Djebar.
Elle a participé à la Chaire de l'Institut du monde arabe, où un hommage lui a été rendu le 25 mars 2022 dans le cadre d’un cycle dédié aux femmes arabes engagées dans la vie intellectuelle et culturelle.

## Publications
Naget Khadda est l’auteure de nombreux articles, ouvrages collectifs et monographies. Parmi ses publications :
- Écrivains maghrébins & modernité textuelle, L’Harmattan, 2000.
- Nedroma au long cours, 2009.
- Charlot, l'homme-roi, 2015.
- Kateb Yacine – Une vie, une œuvre, Chaire de l’IMA.
- Mohamed Dib, 50 ans d’écriture, Université Paul-Valéry Montpellier, 2002.
- Bachir Hadj Ali : Poétique et politique (dir.), 2000.
- Défis démocratiques et affirmation nationale. Algérie, 1900-1962 (avec Afifa Bererhi, Christian Phéline et Agnès Spiquel), Chihab Éditions, 2016.
- La bataille de Constantine 1836-1837 (co-compilatrice), 2016.
- Le théâtre des genres dans l'œuvre de Mohammed Dib (codirection avec Charles Bonn et Mounira Chatti), Presses universitaires de Rennes, 2023[6].

Parmi ses contributions notables figurent également :
- « Mohammed Dib, le Tlemcénien », Horizons Maghrébins, nos 37-38, 1999.
- « Champ culturel algérien : le basculement des années 1950 et ses enjeux », Recherches Internationales, nos 67-68, 2003.
- « Dib, Mohammed (1920-2003) », in : Dictionnaire des écrivains algériens de langue française de 1990 à 2010, Chihab Éditions, 2014.